# 25580 Xuelai
25580 Xuelai este un asteroid din centura principală de asteroizi.

## Descriere
25580 Xuelai este un asteroid din centura principală de asteroizi. A fost descoperit pe 14 decembrie 1999 la Socorro, New Mexico, în cadrul proiectului LINEAR. Asteroidul prezintă o orbită caracterizată de o semiaxă mare de 2,76 ua, o excentricitate de 0,11 și o înclinație de 3,4° în raport cu ecliptica.